# Catocala unicuba
Catocala unicuba là một loài bướm đêm trong họ Erebidae.